# كين هانام
كين هانام (بالإنجليزية: Ken Hannam)‏ هو منتج أفلام ومخرج أسترالي، ولد في 12 يوليو 1929 في ملبورن في أستراليا، وتوفي في 16 نوفمبر 2004 في لندن في المملكة المتحدة.

## وصلات خارجية
- كين هانام على موقع IMDb (الإنجليزية)
- كين هانام على موقع ألو سيني (الفرنسية)
- كين هانام على موقع أول موفي (الإنجليزية)
- كين هانام على موقع قاعدة بيانات الأفلام السويدية (السويدية)
- كين هانام على موقع قاعدة بيانات الفيلم (الإنجليزية)
- كين هانام على موقع كينوبويسك (الروسية)